# 崇福寺 (長崎市)

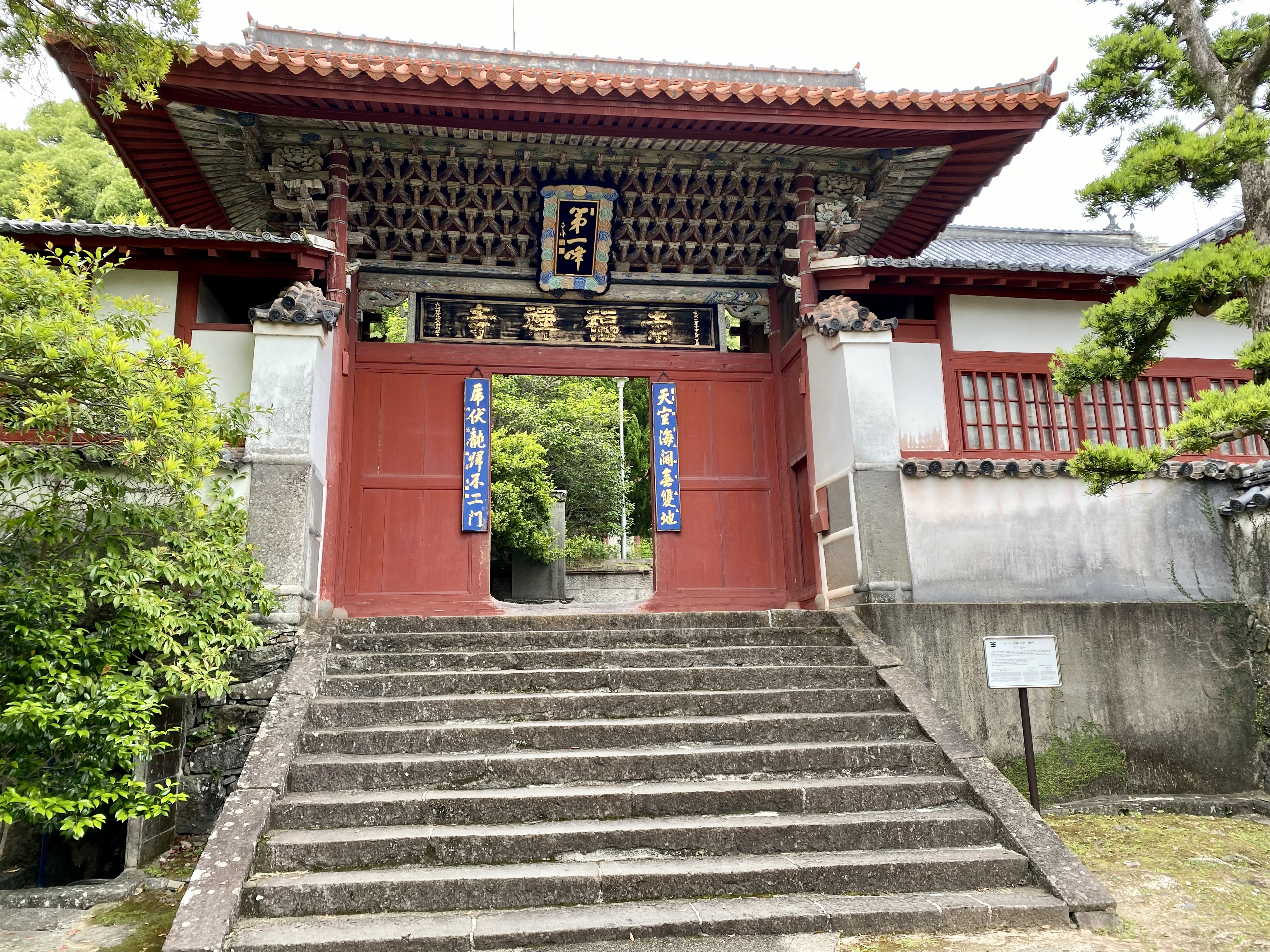
崇福寺

崇福寺（日语：そうふくじ）是位於日本長崎縣長崎市的一座黄檗宗寺院。崇福寺的大雄宝殿、第一峰門是日本國寶，和興福寺、福濟寺並列為「長崎三福寺」。崇福寺興建於1629年，是由在長崎進行貿易的福建省出身的華僑自福建邀請高僧超然興建，也是日本最古老的中國式寺院。因信徒多福建省出身者，因此又名福州寺或支那寺。

## 外部連結
- 歴史の街長崎観光ぶらり散策（崇福寺） （页面存档备份，存于）
- ながさき旅ネット（崇福寺） （页面存档备份，存于）